# Péreyres
Péreyres é uma comuna francesa na região administrativa de Auvérnia-Ródano-Alpes, no departamento de Ardèche. Estende-se por uma área de 12,63 km². Em 2010 a comuna tinha 49 habitantes (densidade: 3,9 hab./km²).